# Lövgnomspindel
Lövgnomspindel (Tapinocyba insecta) är en spindelart som först beskrevs av Ludwig Carl Christian Koch 1869.  Lövgnomspindel ingår i släktet Tapinocyba och familjen täckvävarspindlar. Arten är reproducerande i Sverige. Inga underarter finns listade i Catalogue of Life.